# Los Patos
Los Patos (auch Tres Quebradas) ist ein Berg in der Atacamawüste in den Anden in Südamerika. Der Gipfel liegt an der Grenze zwischen der Provinz Catamarca, Argentinien und der Region Atacama, Chile. Der Berg hat eine Höhe von 6239 m und ist einfach zu besteigen. Die Erstbesteigung erfolgte im Jahr 1937 durch den polnischen Bergsteigern Stefan Osiecki, Justyn Wojsznis, Witold Paryski und Jan Szczepanski.